# 三宅利平
三宅 利平（みやけ りへい、1872年1月1日（明治4年11月21日） - 1932年（昭和7年）3月30日）は、日本の政治家。衆議院議員（1期）。

## 経歴
兵庫県多可郡、のちの日野村（現西脇市）で生まれた。1893年、同志社卒。酒造業を営む。加古川実業協会長、加古郡教育会長、京都同志社理事、全国酒造組合連合会評議員、兵庫県酒造組合連合会副会長、姫路米穀取引所理事、加古川銀行、日本綿布各(株)取締役、新宮軽便鉄道(株)社長、龍野電気鉄道(株)専務取締役を歴任する。また、加古郡議、同議長、加古川町長、兵庫県議、同参事会員、同副議長、同議長となる。
1928年の第16回衆議院議員総選挙において兵庫3区(当時)から立憲民政党公認で立候補してトップ当選した。衆議院議員を1期務めた。その後所属会派は第一控室会となり、1930年の第17回衆議院議員総選挙には出馬しなかった。1932年死去。